# Lygodactylus angularis
Lygodactylus angularis là một loài thằn lằn trong họ Gekkonidae. Loài này được Günther mô tả khoa học đầu tiên năm 1893.

## Phân loài
Loài này có 3 phân loài:
- L. a. angularis
- L. a. heeneni
- L. a. grzimeki